# Edgar Wagner
Edgar Wagner (* 27. Mai 1950) ist ein deutscher Jurist. Er war vom 15. April 2007 bis 30. September 2015 Landesbeauftragter für den Datenschutz und die Informationsfreiheit in Rheinland-Pfalz.
Nach seinem 1970 begonnenen Jurastudium in Mainz und Göttingen legte Wagner 1976 das erste Staatsexamen ab und begann sein Referendariat beim Oberlandesgericht Koblenz. Nach dem zweiten Staatsexamen im Jahr 1978 wurde er Richter am Verwaltungsgericht Mainz. 1980 wechselte er in den Wissenschaftlichen Dienst des rheinland-pfälzischen Landtags und wurde dort im Jahr 1994 dessen Leiter. In dieser Funktion war Wagner zugleich stellvertretender Direktor beim Landtag. Im Jahr 2001 wurde Wagner Leiter der Abteilung Informationsdienste, Presse- und Öffentlichkeitsarbeit.
In der Plenarsitzung am 14. März 2007 wurde er mit Unterstützung aller im Landtag vertretenen Fraktionen zum Nachfolger von Walter Rudolf gewählt. Seine Amtszeit begann am
15. April 2007. Mit Wirkung zum 31. Dezember 2011 wurde dem Landesbeauftragten für den Datenschutz auch das Amt des Informationsfreiheitsbeauftragten übertragen. Am 3. Juni 2015 wurde Wagner als Datenschutzbeauftragter offiziell verabschiedet, weil seine Amtszeit am 15. April abgelaufen war. Er blieb kommissarisch im Amt, bis sein Nachfolger Dieter Kugelmann feststand und ihn am 1. Oktober 2015 ablöste.